# Call of Duty: Black Ops III
Call of Duty: Black Ops III är en förstapersonsskjutare utvecklat av Treyarch och utgivet av Activision. Spelet släpptes till Microsoft Windows, Playstation 3, Playstation 4, Xbox 360 och Xbox One den 6 november 2015.

## Spelupplägg
Spelet har ett kampanjläge, flerspelarläge och Zombie-läge. Kampanjen har stöd för ett kooperativt läge där upp till fyra spelare kan delta i samarbete och kan anpassa sina soldater. Flerspelarläget har ett nytt rörelsesystem, nytt klass kallad "Specialists" och ett nytt vapensystem där man kan anpassa sitt vapen med sikten och ändra utseendet. Spelarläget Zombies har ett XP-system där man kan gå upp i nivåer. 

## Handling
Spelet utspelas i en dystopisk framtid år 2065 där vetenskap och teknologi har förändrat den mänskliga arten, vilket leder till att samhället protesterar och försöker förhindra utvecklingen. Militär teknologi har utvecklat robotar och supersoldater.

## Röstskådespelare
- Ben Browder - Manlig röst till huvudperson
- Abby Brammell - Kvinnlig röst till huvudperson
- Christopher Meloni - John Taylor
- Katee Sackhoff - Sarah Hall
- Sean Douglas - Jacob Hendricks
- Rachel Kimsey - Rachel Kane
- Tony Amendola - Dr. Yousef Salim
- Reynaldo Gallegos - Sebastian Diaz
- Lynn Chen - Goh Xiulan
- Robert Picardo - Sebastian Krueger
- Christian Rummel - Donnie 'Ruin' Walsh
- Charlet Chung - Seraph
- Sean Douglas - Hendricks
- Ary Katz - Peter Maretti
- Rachel Kimsey - Rachel Kane
- Jeff Goldblum - Nero
- Heather Graham - Jessica
- Neal McDonough - Jack Vincent
- Ron Perlman - Floyd Campbell
- Robert Picardo - Shadow Man
- Steven Blum - Tank Dempsey
- Fred Tatasciore - Nikolai Belinski. Dr. Ludvig Maxi
- Tom Kane - Takeo Masaki
- Nolan North - Edward Richtofen